# Katsuhiro Ōtomo
Katsuhiro Ōtomo (japanska: 大友克洋?), född 14 april 1954, är en japansk serieskapare samt regissör och producent av främst animerade filmer. Hans mest kända verk är mangan Akira och dess filmatisering. Ōtomos berättelser är i regel fartfyllda science fiction-äventyr där individens relation till vetenskap och teknologi är ett återkommande tema.

## Biografi
Ōtomo föddes i Tome i Miyagi prefektur. Under sin gymnasietid blev han fascinerad av film och gjorde ofta tre timmar långa tågresor på sin lediga tid för att få se dem. 1973 gick han ut gymnasiet och flyttade in till Tokyo, med förhoppningen att kunna bli en professionell mangaka. Redan samma år, 4 oktober 1973, fick han sin första manga publicerad, en serieversion av Prosper Mérimées novell Mato Falcone betitlas A Gun Report.
Under sex års tid arbetade Ōtomo för tidningen Action, och han skapade där 1979 sin första science fiction-serie, betitlad Fireball. Serien avslutades aldrig, men Ōtomo introducerade här många av de teman han senare kommit att bli känd för. 1980–1982 arbetade han på sin Dōmu, en serie med barn som har telekinetiska krafter. Serien gav honom senare det prestigefyllda Nihon SF Taisho-priset.
1982 gjorde Ōtomo sin animedebut, där han arbetade som figurdesigner på filmen Armageddon. 1983 påbörjade han tecknandet av den serie som kom att bli hans mest berömda verk – Akira. Serien tog åtta år och 2000 sidor på sig att bli färdig, och 1988 regisserade han även filmen efter serien. Året dessförinnan hade Ōtomo även varit inblandad i andra anime-produktioner, Neo Tokyo och Robot Carnival.
Efter Akira blev Ōtomo inblandad i två ytterligare långfilmsproduktioner. Han skrev manus till Kitakubo Hiroyukis Roujin-Z och regisserade sin egen World Apartment Horror (spelfilm i actionrysarfacket).
1995 bidrog Ōtomo till två av kortfilmerna i antologin Memories. Samtidigt hade han börjat arbetet på sin storproduktion Steamboy, som slutligen fick premiär 2004. 2006 regisserade han återigen en spelfilm, långfilmsversionen av Urushibara Yukis Mushishi.
På senare år har Ōtomo samarbetat mycket med den bemärkta studion Sunrise. Sunrise animerade både Steamboy, 2006 års miniserie Freedom Project och 2007 års SOS! Tokyo Metro Explorers: The Next.
Enligt vissa rapporter är en spelfilmsversion av Akira på gång, och där agerar Ōtomo exekutiv producent.
2012 meddelade Ōtomo i en intervju att han kommer att påbörja en ny manga för tidningen Shonen Jump. Berättelsen, som är tänkt att äga rum under Japans Meiji-period, kommer att bli Ōtomos första längre manga sedan Akira.

### Manga
- 1973 – A Gun Report (manus, skiss)
- 1979 – Short Peace (manus, skiss)
- 1979 – Highway Star (manus, skiss)
- 1979 – Fireball (manus, skiss)
- 1980 – Domu: A Child's Dream (manus, skiss)
- 1980 – Kibun wa mō sensō (manus, skiss)
- 1981 – Sayonara Nippon (manus, skiss)
- 1982 – Akira (manus, skiss)
- 1984 – Visitors (manus, skiss)
- 1990 – Kanojo no omoide... (manus, skiss)
- 1990 – The Legend of Mother Sarah (manus)
- 1991 – ZeD (manus)
- 1996 – SOS! Tokyo Metro Explorers (manus, skiss)
- 1996 – Batman: Black & White (#234, September 1996) (The Third Mask) (manus, skiss)
- 2001 – Hipira: The Little Vampire (manus)
- 2006 – Park (manus, skiss)
- 2012 – DJ Teck's Morning Attack (manus, skiss)

### Konstböcker
- 1989 – Kaba
- 1995 – Akira Club
- 2003 – Akira Animation Archives
- 2012 – Kaba 2

## Filmografi

### Regissör
- 1987 – Neo Tokyo (film) (segmentet Construction Cancellation Order = regi, manus)
- 1987 – Robot Carnival (inledningen, avslutningen = regi, manus)
- 1988 – Akira (regi, manus)
- 1991 – World Apartment Horror (spelfilm = regi)
- 1991 – Rōjin Z (manus)
- 1995 – Memories (Cannon Fodder = regi/manus, segmentet Stink Bomb = manus)
- 2001 – Metropolis (manus)
- 2004 – Steamboy (regi/manus)
- 2006 – Mushishi (spelfilm = regi/manus)